# Tetraponera triangularis
Tetraponera triangularis är en myrart som först beskrevs av Hermann Stitz 1910.  Tetraponera triangularis ingår i släktet Tetraponera och familjen myror.

## Underarter
Arten delas in i följande underarter:
- T. t. illota
- T. t. triangularis